# Beatenberg
Beatenberg é uma comuna da Suíça, no Cantão Berna, com cerca de 1.258 habitantes. Estende-se por uma área de 29,23 km², de densidade populacional de 65 hab/km². Confina com as seguintes comunas: Därligen, Eriz, Habkern, Horrenbach-Buchen, Krattigen, Leissigen, Sigriswil, Unterseen.
A língua oficial nesta comuna é o Alemão.